# Niandan
Der Niandan ist ein rechter Nebenfluss des Niger in Guinea.

## Verlauf
Der Fluss entspringt etwa 30 km westlich der Stadt Kissidougou auf etwa 600 m Höhe. Er fließt zunächst nach Osten, dann um Kissidougou herum, für ein kurzes Stück weiter nach Nordwesten, um schließlich in nordnordöstlicher Richtung seiner Mündung entgegenzusteuern. Er mündet nach etwa 180 km bei dem Ort Baro in den Niger.

## Hydrometrie
Durchschnittliche monatliche Durchströmung des Niandan gemessen an der hydrologischen Station bei Baro, 16 km vor der Mündung, in m³/s
- Diagrammdaten:
- Definition |
- Rohdaten |
- Hilfe